# 梅泰亞 (印第安納州)
梅泰亞（英語：Metea）是位於美國印地安納州卡斯縣的一個非建制地區。該地的面積和人口皆未知。

## 地理
梅泰亞的座標為40°52′09″N 86°18′34″W / 40.86917°N 86.30944°W，而該地的平均海拔高度為238米（即781英尺）。